# Talltjärnen (Överluleå socken, Norrbotten)
Talltjärnen är en sjö i Bodens kommun i Norrbotten och ingår i Altersundets huvudavrinningsområde.